# Sebastian Rajalakso
Per Johan Sebastian Rajalakso (Enköping, 23 settembre 1988) è un calciatore svedese, centrocampista dell'Assyriska United IK.